# Sevington
Sevington is een civil parish in het bestuurlijke gebied Ashford, in het Engelse graafschap Kent met 310 inwoners.